# NGC 2553
NGC 2553 is een spiraalvormig sterrenstelsel in het sterrenbeeld Kreeft. Het hemelobject werd op 17 februari 1865 ontdekt door de Duitse astronoom Albert Marth.

## Synoniemen
- MCG 4-20-14
- ZWG 119.31
- PGC 23240